# Bill Freiberger
Bill Freiberger est un scénariste et producteur, principalement connu pour son travail sur les séries télévisées Les Simpson, Drawn Together et Les Stubbs.

## Filmographie

### Scénariste

#### PourLes Simpson
| Année | Titre            | Titre original      | Saison | Épisode | Réalisateur       |
| ----- | ---------------- | ------------------- | ------ | ------- | ----------------- |
| 2001  | Sans foi ni toit | She of Little Faith | 13     | 6       | Steven Dean Moore |

#### Autre
- 1987 : The Howard Stern Show (5 épisodes)
- 1990-1991 : Get a Life (2 épisodes)
- 1991 : Charlie Hoover (1 épisode)
- 1992 : L'Excellente Aventure de Bill et Ted (1 épisode)
- 1992-1993 : Herman's Head (12 épisodes)
- 1994 : Hardball (2 épisodes)
- 1995 : Une rue du tonnerre (en) (Thunder Alley) (1 épisode)
- 1996-1997 : Men Behaving Badly (2 épisodes)
- 1997-1998 : Teen Angel (2 épisodes)
- 1999-2000 : Les Stubbs (4 épisodes)
- 2000 : Manhattan, AZ (1 épisode)
- 2001 : Un toit pour trois (1 épisode)
- 2002 : Baby Blues (1 épisode)
- 2002 : Sexe et Dépendances (1 épisode)
- 2002 : 3-South (1 épisode)
- 2002-2004 : Greg the Bunny (2 épisodes)
- 2003 : Rock Me, Baby (1 épisode)
- 2005 : La Vie de palace de Zack et Cody (1 épisode)
- 2005-2007 : Drawn Together (4 épisodes)
- 2011 : Rekkit the Rabbit (2 épisodes)
- 2014 : Sonic Boom
- 2016 : Sonic 25th Anniversary Party
- 2016 : Star Wars Detours

### Producteur
- 1993-1994 : Herman's Head (22 épisodes)
- 1994 : Hardball
- 1996 : The Show
- 1996-1997 : Men Behaving Badly (21 épisodes)
- 1997-1998 : Teen Angel (3 épisodes)
- 1999-2001 : Les Stubbs (34 épisodes)
- 2000 : Manhattan, AZ (11 épisodes)
- 2001 : Sexe et Dépendances
- 2002-2003 : 3-South (13 épisodes)
- 2002-2004 : Greg the Bunny (13 épisodes)
- 2004 : The Stones
- 2004-2008 : Drawn Together (38 épisodes)
- 2005 : La Vie de palace de Zack et Cody (11 épisodes)
- 2010 : Warren the Ape (12 épisodes)
- 2014-2015 : Sonic Boom (52 épisodes)

### Acteur
- 1989 : Pee-wee's Playhouse : Penny Cartoon Elvis (1 épisode)
- 2006 : Drawn Together : la rhinocéros femelle (1 épisode)
- 2010 : Warren the Ape : le propriétaire du magasin de BD (3 épisodes)
- 2014-2015 : Sonic Boom : Lady Walrus, Comedy Chimp et autres personnages (24 épisodes)
- 2016 : Sonic 25th Anniversary Party : Comedy Chimp